# Kmiecin
Kmiecin (niem. Fürstenau) – wieś w Polsce położona w województwie pomorskim, w powiecie nowodworskim, w gminie Nowy Dwór Gdański na obszarze Żuław Wiślanych. 
Wieś komornictwa zewnętrznego Elbląga w XVII i XVIII wieku. W 1954 miejscowość była siedzibą gminy Kmiecin, następnie gromady Kmiecin. W latach 1975–1998 miejscowość administracyjnie należała do województwa elbląskiego.
Wieś jest siedzibą sołectwa Kmiecin, w którego skład kiedyś wchodziły również miejscowości Różewo i Rakowe Pole.
Do miejscowości można dostać się komunikacją autobusową realizowaną przez PKS Elbląg z Nowego Dworu Gdańskiego, Elbląga, Gdańska oraz okolicznych miejscowości. 
W przeszłości przez Kmiecin biegła trasa kolei wąskotorowej.

## Zabytki
Według rejestru zabytków NID na listę zabytków wpisane są:
- kościół parafialny z XIV w. oraz wieża drewniana, 1679, nr rej.: A-128 z 2.12.1959
- drewniana brama wjazdowa na teren kościelny, 1803, nr rej.: A-1939 (147/N) z 1.12.1961 (przeniesiona w 1967 r. z Jasionna w gminie Gronowo Elbląskie)

Od 1 lipca 1981 we wsi istnieje reerygowana parafia rzymskokatolicka pod wezwaniem św. Jadwigi Królowej Polski. Kościołem parafialnym jest zabytkowy kościół z XIV wieku pod tym samym wezwaniem.